# Ямельница
Ямельница (укр. Ямельниця) — село в Сколевской городской общине Стрыйского района Львовской области Украины.
Население по переписи 2001 года составляло 547 человек. Население по данным 2022 года составляло 489 человек. Занимает площадь 2,07 км². Почтовый индекс — 82611. Телефонный код — 3251.